# Mary Tarrant Rodrigues
Mary Guilhermina Sylvia Tarrant Rodrigues (c. 1908 - c. séc. XX) foi uma radialista portuguesa que se notabilizou por ser a primeira mulher pioneira no percurso radiofónico quando começou a actuar como locutora de rádio a partir de fevereiro de 1936 em transmissões no Rádio Clube Português, sendo uma das mais longevas e destacadas na profissão.

## Biografia
Nascida numa época em que as mulheres enfrentavam inúmeras barreiras de gênero e filha de pai Inglês e Mãe Indiana, Mary Guilhermina S. Tarrant desafiou as normas sociais existentes na Portugal das primeiras décadas do século XX. Assim, Mary desde cedo demonstrou uma paixão pela comunicação e pela arte de contar histórias. O seu interesse pela rádio foi despertando numa época em que a rádio estava a começar a estebelecer-se como uma poderosa forma de Mídia.
Apesar das barreiras sociais e da resistência enfrentada por ser mulher, Mary manteve-se determinada e forte nas suas palavras e ideias. Por meio de sua voz e habilidade em se comunicar com o público, ela chamou a atenção de produtores portugueses de rádio. E, em fevereiro de 1936, quando tinha 28 anos de idade e era mãe de 3 filhos, Mary tornou-se a primeira locutora de rádio de Portugal e da Europa, ao ser contratada pela emissora Rádio Clube Português (RCP), abrindo assim novos caminhos para outras mulheres seguirem os seus passos. A locutora também seria uma das faces da rádio durante décadas.
Mary fez quase tudo o que era possível dentro de uma estação de rádio, incluindo a montagem de programas. Um dos programas em que mais colaborou como locutora foi o da APA (Agência de Publicidade Artística), principalmente o "Passatempos APA".
Ao longo da sua carreira, também se destacou como uma profissional talentosa e respeitada uma vez que a sua voz tornou-se uma presença familiar na rádio através de notícias, entretenimento e mensagens de esperança para um público cativo. Fora do estúdio era uma defensora incasável pela igualdade de gênero e dos direitos das mulheres. Mary usou a sua posição de destaque para inspirar outras mulheres a perseguriem os seus sonhos e acreditarem no seu portencial, deixando assim um impacto profundo não apenas na indústria mas também na sociedade como um todo.
Ela fez teatro radiofónico e, nos anos finais de sua actividade profissional, Mary apresentou o programa "Nunca é Tarde" de 1983, sobre a prática de desporto dos idosos, e com conselhos para o seu quotidiano.

## Condecorações
Mary foi galardoada com a "Medalha de ouro" atribuída pelo RCP em virtude de seus 30 anos de serviço. Na mesma década, ela havia recebido a estatueta do prémio da Imprensa de 1964.[carece de fontes?]
Em 1985, ela foi condecorada pelo Presidente da República Portuguesa António Ramalho Eanes com a Ordem do Infante, juntamente com outras 6 mulheres que "promovendo a melhoria e a dignificação da condição feminina, melhoraram e dignificaram a condição humana".
A titulo póstumo, Mary foi homenageada na 3ª edição do "Só pela Voz" - "Os Óscares da Rádio em Portugal", evento do Instituto Politécnico da Guarda, criado pela docente e jornalista Liliana Carona e dinamizado por estudantes de Comunicação Radiofónica, do Curso de Licenciatura de Comunicação e Relações Públicas do Instituto Politécnico da Guarda.